# Магнон
Магно́н або спінова хвиля — квазічастинка, яка існує в кристалічних речовинах із впорядкованим розташуванням спінів — феромагнетиках, антиферомагнетиках тощо.
Магнони — бозони зі спіном 1.

## Фізична природа
Магнон — це збудження в кристалі (феромагнетику, антиферомагнетику або феримагнетику), при якому спін одного із електронів має протилежну відносно основного стану проєкцію. Таке збудження може рухатися від одного вузла кристалічної ґратки до іншого завдяки обмінній взаємодії й характеризується квазі-імпульсом.
В кристалах із багатьма атомами в елементарній комірці кристалічної ґратки існують акустичні й оптичні гілки магнонів, названі так за аналогією із відповідними гілками фононів.
Магнони вносять вклад у теплоємність кристалів, у яких вони збуджуються.

## Бозе-Ейнштейнівська конденсація магнонів
Магнони підпорядковуються статистиці Бозе-Ейнштейна, тому за певних зовнішніх умов (температура, тиск) можна спостерігати Бозе-Ейнштейнівську конденсацію магнонів. Це явище спостерігалося у різних магнітних речовинах.